# アレス (ガール県)
アレス （Alès）は、フランス、オクシタニー地域圏、ガール県に属するコミューン。

## 地理
ガルドン川の左岸に位置する。セヴェンヌ山脈の麓にある。

## 歴史
16世紀、アレスは重要なユグノーの中心地であった。1629年、町はルイ13世によって攻略され、アレスの和議を結んだ。これによってユグノーはその信仰の自由と特権を失った。1694年には司教座が創設されるが、1790年に廃止された。

## 経済
かつて南フランス最大の絹と蚕の市場を抱えていたことから、現在も紡績・織物関係の企業が多い。

## 人口統計
| 1962年 | 1968年 | 1975年 | 1982年 | 1990年 | 1999年 | 2006年 | 2011年 |
| ------ | ------ | ------ | ------ | ------ | ------ | ------ | ------ |
| 41360  | 42818  | 44245  | 43268  | 41037  | 39346  | 39943  | 40851  |

参照元:1999年までEHESS、2004年以降INSEE

## 著名な出身者
- ジャン＝バティスト・デュマ - 科学者
- モーリス・アンドレ - トランペット奏者
- ローラン・ブラン - 元サッカー選手
- ジュリアン・ドレ - ミュージシャン

## 姉妹都市
- ビーリナ、チェコ
- キルマーノック、スコットランド、イギリス